# Andréas Asimakópoulos
Andréas Asimakópoulos (grec moderne : Ανδρέας Ασημακόπουλος) né le 14 janvier 1889 est un nageur grec.

## Biographie
Andréas Asimakópoulos est détenteur du record de Grèce du 100 mètres nage libre de 1911 (lors des championnats panhelléniques) à 1923 avec 1 min 15 s 2.
Il participe aux Jeux olympiques de 1912 mais est forfait sur les 100 mètres dos et 400 mètres nage libre. Au 100 mètres nage libre, il réalise 1 min 15 s 4 mais se classe 3e de sa série et n'est pas qualifié pour la demi-finale.
Il est engagé en natation aux Jeux olympiques d'été de 1924 pour les 100 mètres et 400 mètres nage libre messieurs et au relais 4 × 200 mètres nage libre. Il est intégralement forfait. Il fait partie de l'équipe grecque pour le tournoi de water-polo de ces mêmes Jeux, mais celle-ci est éliminée 6-1 dès le premier tour par l'équipe tchécoslovaque.